# 董奉
董 奉（とう ほう、生没年不詳）は、中国後漢末期から三国時代の医者、仙人。字は君異。揚州会稽郡侯官県の人。葛洪『神仙伝』に伝があり、いくつかの逸話が残っている。

## 逸話
呉の先主（孫権か？）の時代に侯官の県長になった人物が董奉を見た時、三十代ぐらいに見えた。その50年後、その人物が再び侯官を訪れた際に故吏たちが挨拶に来たが、董奉の容貌は昔と一向に変わっていなかったという。
交州刺史の士燮が病死して三日、董奉は南方にいた。そこで董奉が死者の口内に三つの丸薬を入れて、頭をゆすって飲み込ませると、士燮の目が開き手足が動き始めた。そうして顔色もだんだん戻り半日もすると起き上がれるようになり、ついに完治した。董奉は士燮のもとで一年ほど過ごし、暇を求めた。士燮は泣いて引き留めたが果たせず、「何が入用か？大きな船だろうか？」と問うと、「船は無用。ただ棺が一つで良い。」と言い、翌日にわかに死んでしまった。士燮は彼を埋葬したが、七日後に董奉を見たという者がおり、士燮への感謝と自愛することを言伝していた。士燮は驚いて棺を開けてみると、一面に人型、一面に赤い文字の書かれた布が一枚入っているだけだった。
交州晋興郡の道から50里離れた場所に、突然長さ数十丈の何かが表れ、それを見た者は消え去るということが何年も続いていた。董奉がそこを訪れると「桿蛇なり」と驚き、宿で呪文を唱えると蛇は死んだ。その死骸は丘のように積まれていたという。また揚州の尋陽城の東門の大橋に蛟がおり百姓に害を与えていた。董奉は呪符を水中に入れると、しばらくして死んだ蛟が浮いてきた。
董奉は豫章郡の廬山に住居を構えた。ある時は、重症のライ病患者が来ると一月ほどで完治させた。またある時は、県令・丁士彦が大旱魃から雨を請うたことがあった。董奉は「ボロ家の屋根に穴が開いているが、雨が降ったらどうしたものか」と答えた。県令は「先生は祈祷をお願いします。その間にこちらで家を建てておきましょう。」と翌日から早速取り掛かった。枠組みが出来上がり、壁を塗るための水を地面から得ようとすると、董奉は「掘るまでもない。日暮れには雨が降るだろう。」と言い、その夜に大雨が降った。
董奉は病人を治療しても銭はもらわず、重傷者から五株、軽症者からは一株の杏を植えさせた。そうして数年を経て、十万株ほどの杏の林となった。董奉は収穫した杏を倉に置き、「欲しい者があれば、知らせる必要はない。杏と同量の穀物を置いて行けばいい。」と言った。取った杏より少ない穀物を置いた者がいると三、四頭の虎が吠えて追い返し、杏を盗んだ者は家まで追いかけて噛み殺した。その家人は杏の窃盗を知ると、返却して謝罪したため、死者は蘇った。こうしたことがあって詐欺を働く者はいなくなり、董奉は得た穀物を貧民や旅人に分け与えた。この故事から「杏林」は医者の美称となった。
県令の親戚の娘が悪霊に憑りつかれることがあり、県令は「もしこの娘が治ったら、妻にどうか」と相談を持ち掛けた。董奉は魑魅に命じると、長さ六尺の白蛇が娘の家の門にいることが分かり、これを斬らせると回復した。董奉はその娘を娶ったが、久しく子供が出来ず、また董奉がよく外出するため、妻は養女をとることを求めた。養女が10歳になると董奉は雲の中に消え去ってしまったが、母娘は（虎の守護もあり）杏の収入で暮らしを立てた。
董奉は民間にいること100年ほどで、昇天した際も30代の容貌であった。